# カレル・コヴァジョヴィツ
カレル・コヴァジョヴィツ（チェコ語: Karel Kovařovic、1862年12月9日 - 1920年12月6日）は、チェコの作曲家、指揮者。

## 生涯
プラハに生まれた。1873年から1879年にかけてプラハ音楽院に通い、クラリネット、ハープ、ピアノを学んだ。ハープ奏者としてキャリアをスタートさせた。1900年にプラハの国民劇場の指揮者に就任、これはアロイス・イラーセクの同名の小説（17世紀末、農民蜂起の指導者 Jan Sladký Kozina に関する作品）に基づく彼のオペラ『犬の頭』（Psohlavci）が成功を収めたことによるところが大きい。彼の国民劇場との契約は20年後の1920年まで継続した。生涯において7作のオペラを作曲している。
今日、コヴァジョヴィツはレオシュ・ヤナーチェクの『イェヌーファ』のプラハ初演に際して行った改訂によって名を残している。その後、このオペラは長年コヴァジョヴィツ改訂版で上演されたのであった。
『犬の頭』にはベノ・ブラフト（Beno Blachut）を主演に据えた版の録音が現存している。

## 作品

### 管弦楽曲
- 1880年 喜劇的序曲（Předehra veseloherní）
- 1883年 交響詩『Únos Persefony』
- 1887年 ピアノと管弦楽のための協奏曲ヘ短調 作品6
- 1892年 劇的序曲（Předehra dramatická）
- 1900年 『スメタナの《売られた花嫁》による幻想曲』
- 2つのバレエ組曲
- ヴァイオリンと弦楽四重奏のための『ガヴォッタ』 作品4
- 『ブロウチェク氏の博覧会旅行』より「鉱夫のポルカ」（Havířská polka）（1894年）
- 室内オーケストラのための『ワルツ』（Valčík）

### 木管バンドのための作品
- 1911年 Lustspiel Ouverture
- 1914年 Vzpomínky
- 「鉱夫のポルカ」（Havířská polka）

### 舞台作品

#### オペラ
| 作曲年        | 作品名                                    | 幕数                  | 初演                                        | リブレット                                                                         |
| ------------- | ----------------------------------------- | --------------------- | ------------------------------------------- | ---------------------------------------------------------------------------------- |
| 1882年–1883年 | Ženichové（花婿）                         | 3幕                   | 1884年5月13日、プラハ、国民劇場             | Antonín Koukl（Simeon Karel Macháčekの原作に基づく）                               |
| 1885年        | Cesta oknem（窓の外へ続く道）作品4        | 1幕                   | 1886年2月11日、プラハ、国民劇場             | Emanuel František Züngel （ウジェーヌ・スクリーブとGustave Lemoineの原作に基づく） |
| 1890年–1891年 | Noc Šimona a Judy（聖シモンと聖ユダの夜） | 3幕                   | 1892年11月5日、プラハ、国民劇場             | Karel Šípek（ペドロ・アントニオ・デ・アラルコンの原作に基づく）                    |
| 1891年        | Edip král（オイディプス王）               | 3幕、オペラ＝パロディ | 1894年3月19日、プラハ、ジョフィーン・ホール | August Vojtěch Nevšímal（ソポクレスの原作に基づく）                                |
| 1895年–1897年 | Psohlavci（犬の頭）                       | 3幕6場                | 1898年4月29日、プラハ、国民劇場             | Karel Šípek（アロイス・イラーセクの原作に基づく）                                  |
| 1898年–1901年 | Na Starém bělidle（古い漂白工場にて）     | 4場                   | 1901年11月22日、プラハ、国民劇場            | Karel Šípek（ボジェナ・ニェムツォヴァーの原作に基づく）                            |
| 1905年        | Slib（約束）                              | プロローグのみ        | 1921年12月9日、プラハ、国民劇場             | Karel Šípek（R Zamrzlaの原作に基づく）                                             |

#### バレエ
| 作曲年 | 作品名                                                 | 幕数   | 初演                            | リブレット      | 振り付け         |
| ------ | ------------------------------------------------------ | ------ | ------------------------------- | --------------- | ---------------- |
| 1884   | Hašiš                                                  | 1幕2場 | 1884年6月20日、プラハ、国民劇場 |                 | Václav Reisingra |
| 1889年 | Pohádka o nalezeném štěstí（見出された幸運のおとぎ話） | 3幕7場 | 1889年4月8日、プラハ、国民劇場  | Augustin Berger |                  |
| 1889年 | Královničky（小さな女王）                              |        |                                 |                 |                  |
| 1889年 | Sedm havranů（7羽のカラス）                            |        |                                 |                 |                  |
| 1909年 | Na Záletech（情事）                                    | 10場   | 1909年、プラハ                  |                 | A. Viscusi       |

#### 付随音楽
- 1918年 メロドラマ『Loutkářův sirotek』、スヴァトプルク・チェフ（英語版）の『Ve stínu lípy』をテクストとする
- メロドラマ『Zlatý kolovrat』、カレル・ヤロミール・エルベンのテクスト

### 声楽曲

#### 合唱曲
- 1890年 女声合唱とピアノ（またはハーモニウム）のための『Královničky; staré obřadné tance moravské se zpěvy』

#### 歌曲
- 1880年 ソプラノとピアノのための『Osmero písní』 作品1
- 1885年 『Tři žertovné písně』（3つの愉快な歌）
- 1887年 ソプラノとピアノのための『Jarní květy』（春の花々） 作品7
- 1892年–1893年 『Čtyři písně』（4つの歌曲） 作品18
  1. Der Abendstern （アウグスト・ハインリヒ・ホフマン・フォン・ファラースレーベンのテクスト）
  2. Gottes Nähe
  3. Frühlings Mahnung （アウグスト・ハインリヒ・ホフマン・フォン・ファラースレーベンのテクスト）
  4. Im Arm der Liebe schlummre ein （ゲオルク・ショイアリン（ドイツ語版）のテクスト）
- 1897年–1898年 ソプラノまたはテノールとピアノのための『Dvě písně』（2つの歌曲）
- 1915年 高声とピアノのための『Slovácká píseň』（エマ・デスティノヴァー（英語版）のテクスト）
- 1919年 管弦楽伴奏歌唱のための『Svítání』（日の出） （ヴォイチェフ・マルティーネク（チェコ語版）のテクスト）

### 室内楽曲
- 1885年 弦楽四重奏曲第1番
- 1887年 弦楽四重奏曲第2番
- 1889年 弦楽四重奏曲第3番
- ヴァイオリンとピアノのための『Romance』 作品2

### ピアノ曲
- 1885年 ポルカ『Co ti to napadá』
- 1910年 2つのワルツ
- 1910年 ポルカ
- 1910年 2つのマズルカ
- カドリーユ『Čtverylka』
- 『Národní tance』
  1. Pasačka
  2. Starodávný
  3. Holuběnka
- 幻想曲『Naše vlast』